# Concarneau
Concarneau (en bretó Konk-Kerne) és un municipi francès, situat a la regió de Bretanya, al departament de Finisterre. L'any 2010 tenia 19.048 habitants. A l'inici del curs 2007 l'1,7% dels alumnes del municipi eren matriculats a la primària bilingüe.

## Demografia
| Evolució de la població Cassini et INSEE |       |       |       |       |       |       |      |       |
| 1793                                     | 1800  | 1806  | 1821  | 1831  | 1836  | 1841  | 1846 | 1851  |
| 3 908                                    | 3 692 | 3 818 | 3 484 | 4 031 | 4 137 | 4 396 | -    | 4 944 |

| 1856  | 1861  | 1866  | 1872  | 1876  | 1881  | 1886  | 1891   | 1896   |
| ----- | ----- | ----- | ----- | ----- | ----- | ----- | ------ | ------ |
| 5 021 | 5 575 | 6 633 | 7 884 | 8 508 | 9 516 | 9 659 | 11 754 | 12 875 |

| 1901   | 1906   | 1911   | 1921   | 1926   | 1931   | 1936   | 1946   | 1954   |
| ------ | ------ | ------ | ------ | ------ | ------ | ------ | ------ | ------ |
| 14 757 | 15 869 | 14 784 | 12 943 | 12 722 | 12 559 | 12 704 | 13 369 | 13 420 |

| 1962   | 1968   | 1975   | 1982   | 1990   | 1999   | 2006 | 2011 | 2016 |
| ------ | ------ | ------ | ------ | ------ | ------ | ---- | ---- | ---- |
| 15 907 | 17 801 | 18 759 | 17 984 | 18 630 | 19 453 | -    | -    | -    |

| 2019 | - | - | - | - | - | - | - | - |
| ---- | - | - | - | - | - | - | - | - |
| -    | - | - | - | - | - | - | - | - |

## Administració
| Període   | Identitat         | Partit        |
| --------- | ----------------- | ------------- |
| 1977-1980 | Robert Jan        |               |
| 1980-1983 | Joseph Argouarc'h |               |
| 1983-2008 | Gilbert Le Bris   | PS            |
| 2008-     | André Fidelin     | Divers droite |